# Lędyczek

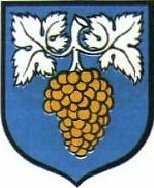
Historyczny herb Lędyczka

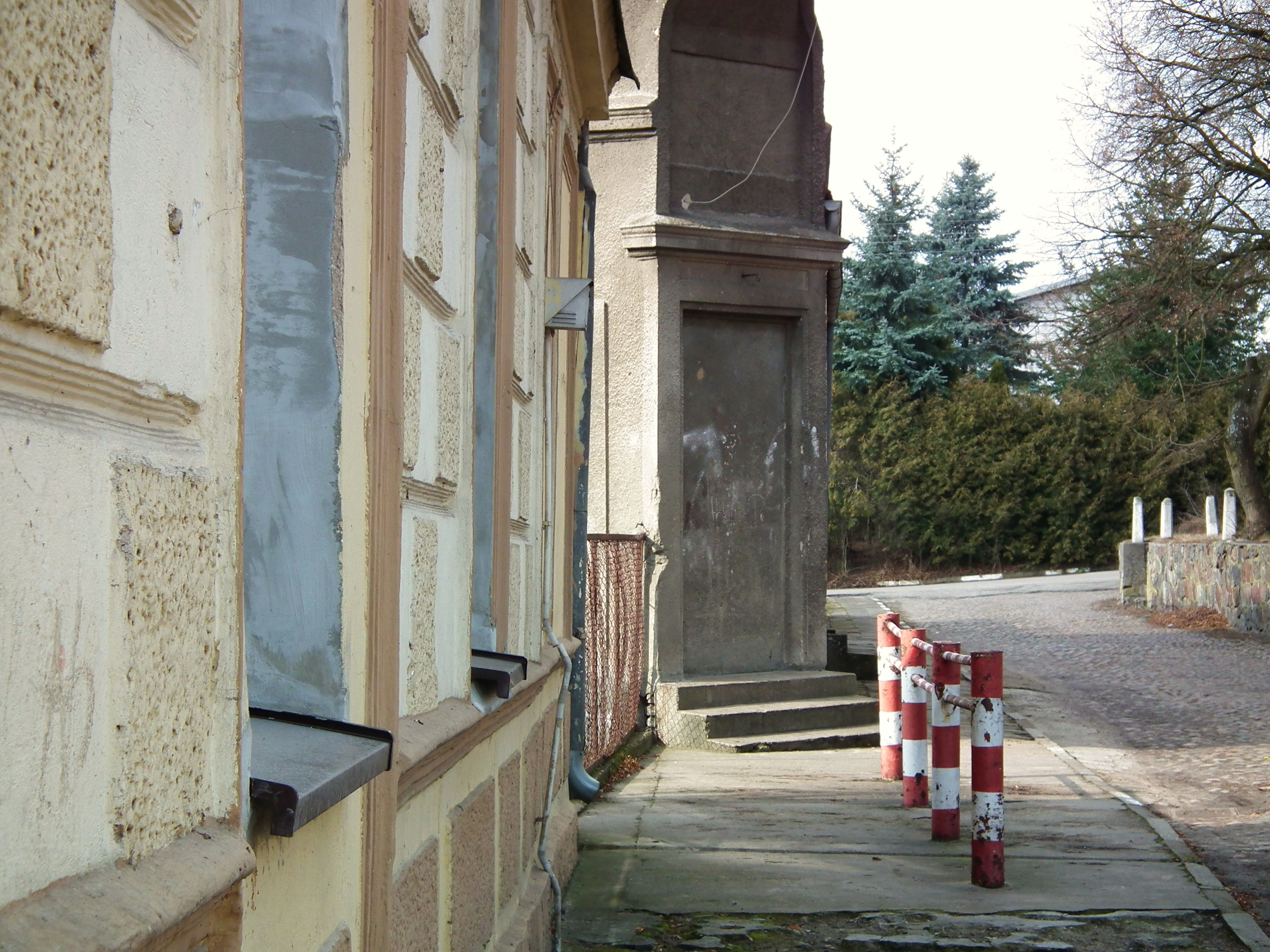
Fragment zabudowy w centrum

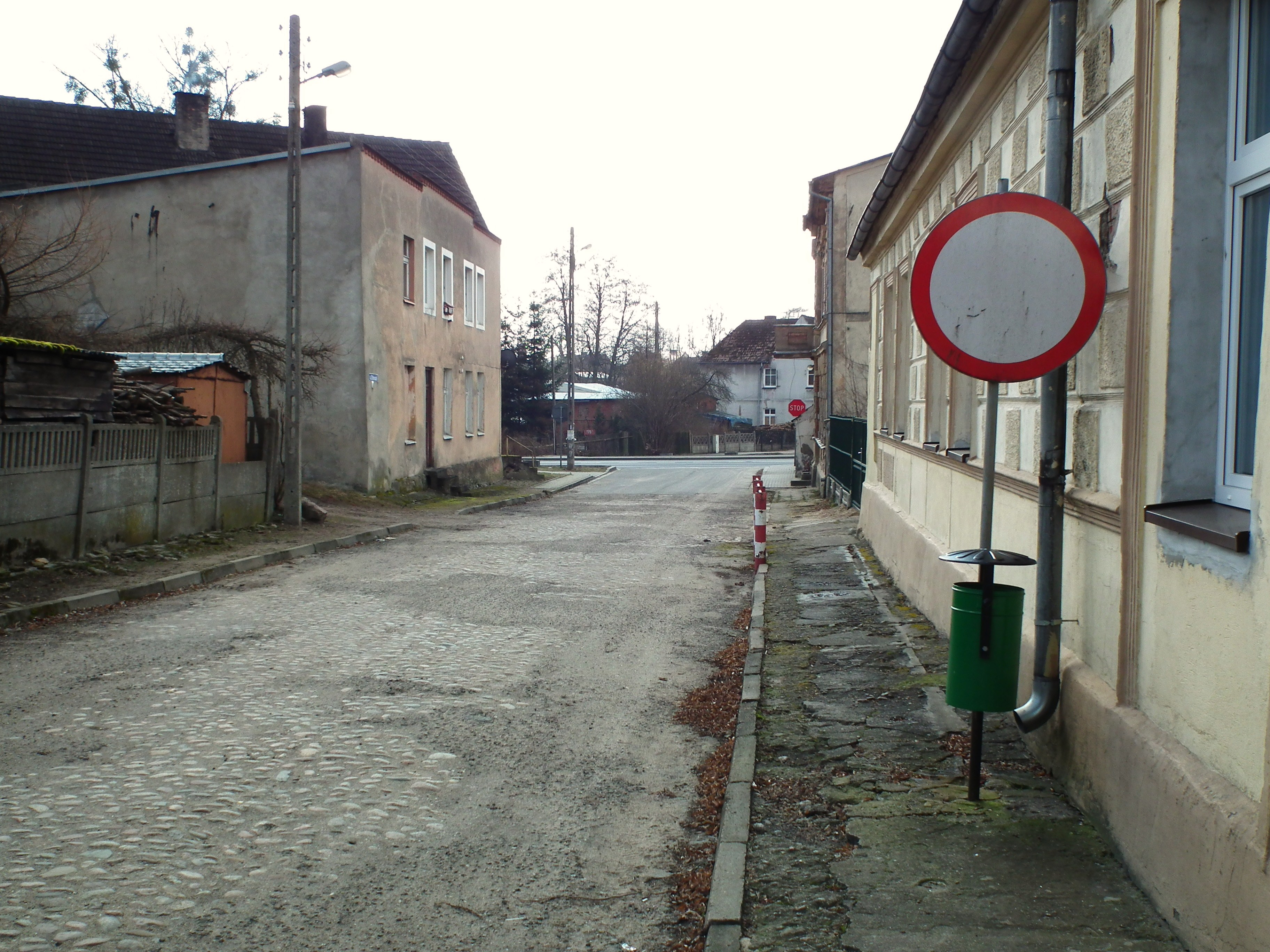
Ulica w centrum

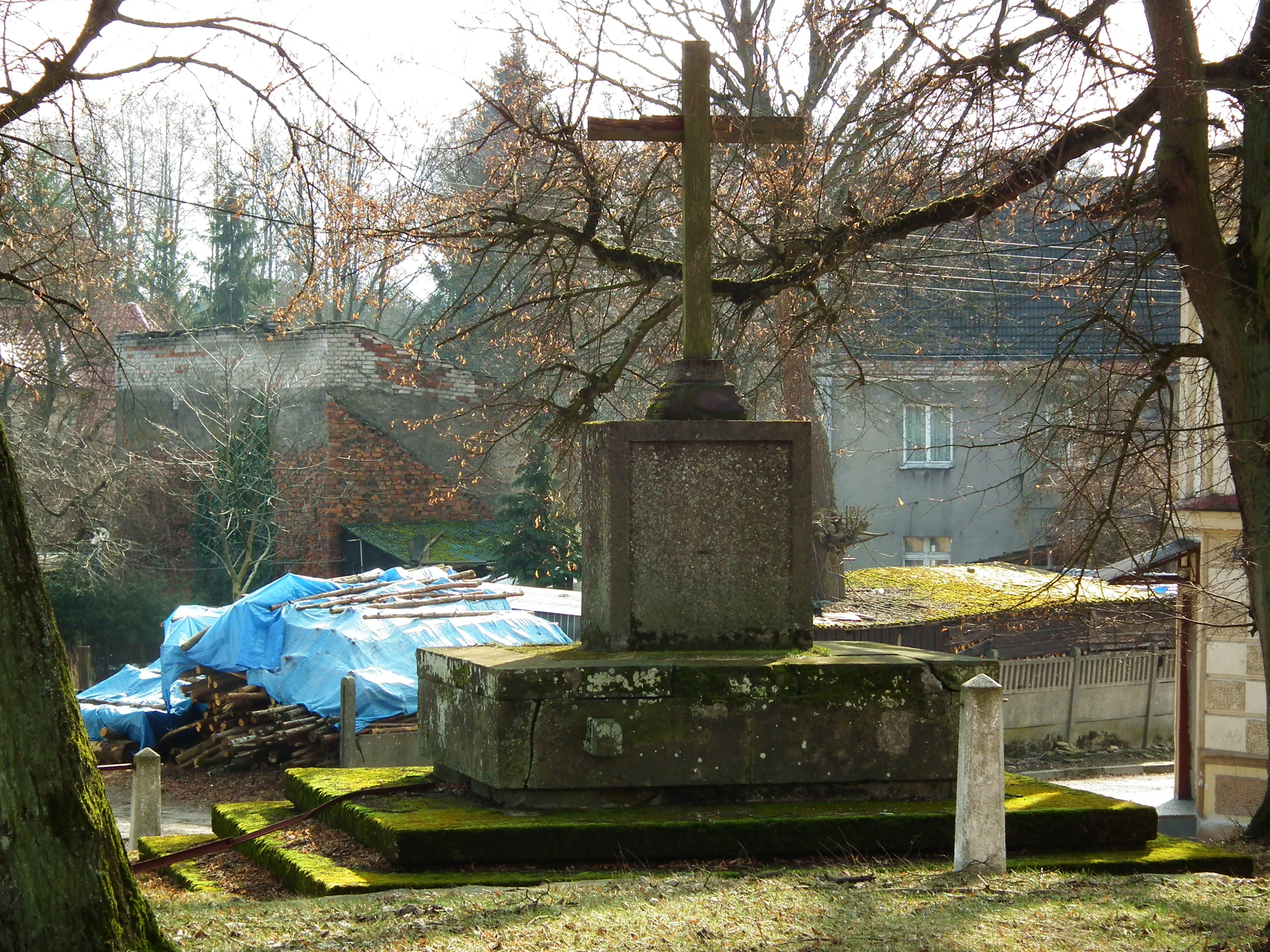
Krzyż przy kościele

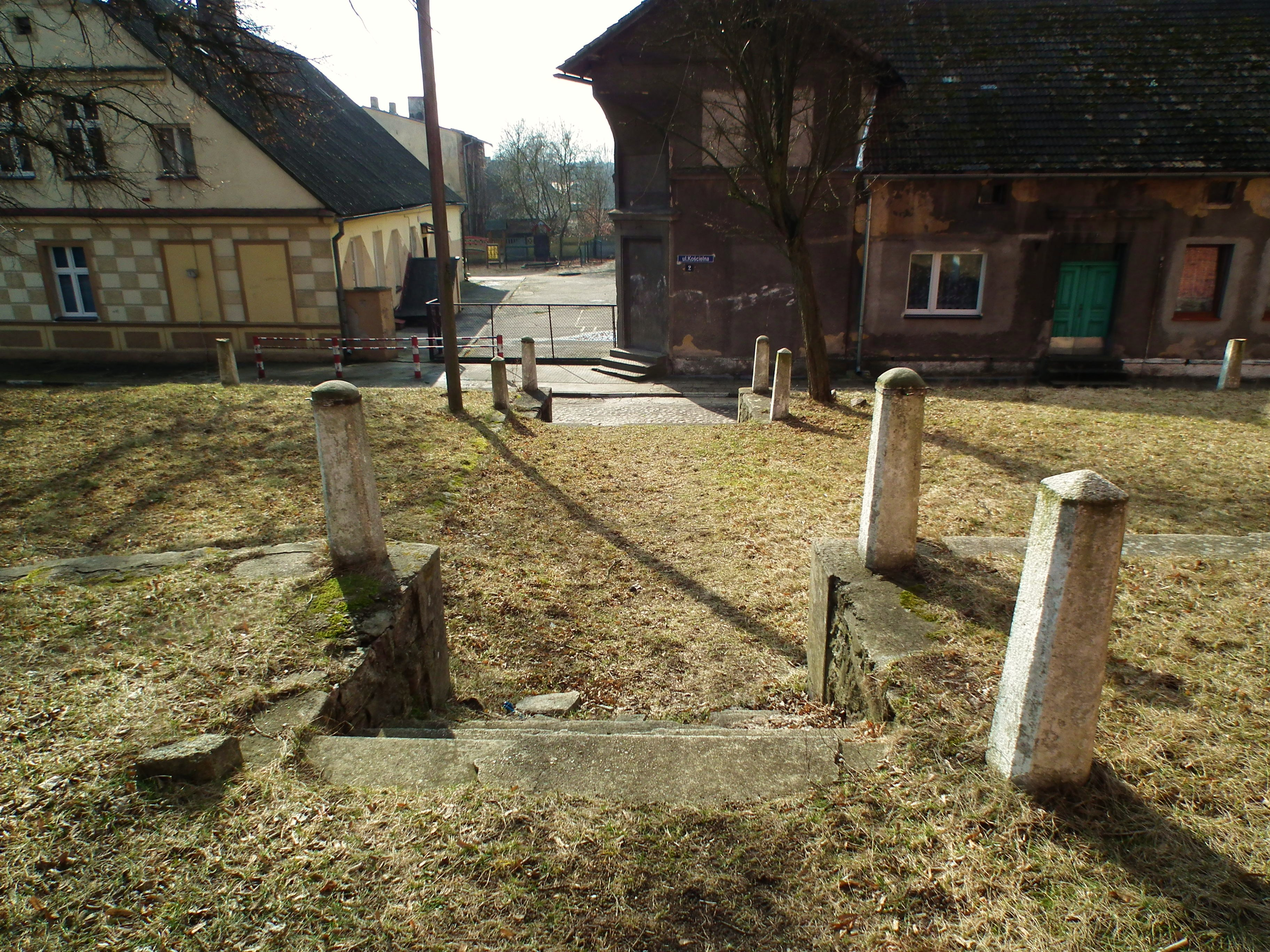
Ulica Kościelna

Lędyczek (niem. Landeck) – wieś (dawniej miasto) w Polsce położona w województwie wielkopolskim, w powiecie złotowskim, w gminie Okonek, ośrodek turystyczny.
Lędyczek uzyskał lokację miejską w 1809 roku, zdegradowany został 1 stycznia 1973.
Wieś królewska starostwa człuchowskiego w województwie pomorskim w drugiej połowie XVI wieku. W latach 1975–1998 miejscowość administracyjnie należała do województwa pilskiego.

## Położenie
Lędyczek leży w Dolinie Gwdy, na lewym (wschodnim) brzegu Gwdy oraz nad jej lewym dopływem Debrzynką. Ponadto przy północnej części Lędyczka do Gwdy uchodzi rzeka Szczyra, a w pobliżu na zachodnim brzegu do Gwdy uchodzi Czarna.
Przez miejscowość przebiega droga krajowa nr 22 (Kostrzyn–Grzechotki) oraz trasy lokalne do Złotowa, Okonka i Łomczewa. Miejscowość leży w pobliżu takich miejscowości jak:
- Złotów – 20 km
- Okonek – 6 km
- Szczecin – 188 km
- Poznań – 146 km
- Piła – 50 km
- Szczecinek – 30 km
- Jastrowie – 17 km

Do Lędyczka można się dostać autobusami Baltic Sea Trans oraz PKS.

## Historia
Rozwój osady związany był z położeniem Lędyczka na szlaku handlowym. W XIII powstał tutaj obronny gród, który strzegł przeprawy przez Gwdę. W 1308 r. Lędyczek wraz z Pomorzem Gdańskim przeszedł pod władanie Krzyżaków. W związku z tym stał się jednym z głównych grodów na trasie z Malborka do Brandenburgii, którą poruszali się margrabiowie. Za czasów Krzyżaków Lędyczek rozwinął się. Wznieśli oni tutaj zamek oraz przenieśli z Debrzna siedzibę włodarza zakonnego. Ważnym czynnikiem rozwojowym było położenie miejscowości na trakcie handlowym z Wielkopolski do Słupska. Być może wtedy miejscowość otrzymała także po raz pierwszy prawa miejskie, jednak nie zachował się żaden dokument potwierdzający ten fakt. Na mocy pokoju toruńskiego 1466 r. Lędyczek znalazł się w granicach Królestwa Polskiego jako wieś królewska w powiecie człuchowskim województwa pomorskiego. Przez ponad 300 kolejnych lat specyficzną cechą miejscowości było jej położenie na granicy państwowej, wytyczonej na rzece Gwdzie. Już w tym okresie przewagę zdobyła tu ludność niemieckojęzyczna wyznania protestanckiego, co w XVIII w. doprowadziło do konfliktu z katolicką administracją kościelną wobec budowy nowego zboru.
W 1772 Lędyczek w wyniku I rozbioru Polski przeszedł pod panowanie Prus, i już w 1809 r. otrzymał prawa miejskie. Miejscowość nie rozwinęła się ze względu na słabe zaludnienie, konkurencję okolicznych miast (szczególnie odległego o 7 km Okonka) oraz brak połączenia kolejowego. W 1857 r. miasto liczyło 970 mieszkańców, w 1905 jedynie 807, mimo istnienia tu niewielkiej tkalni i przędzalni bawełny. Okres międzywojenny był dla miasta okresem umiarkowanego rozwoju gospodarczego i społecznego.
4 lutego 1945 r. miasto zostało zdobyte przez wojska radzieckie po pięciu dniach walk z 15. Dywizją Grenadierów SS. Zabudowa miasta legła w gruzach, ucierpiała również ludność. Wkrótce Lędyczek przekazany został Polsce, zaś jego dotychczasowi mieszkańcy wysiedleni do Niemiec i zastąpieni polskimi przesiedleńcami. Po wojnie miasto odbudowano jedynie w niewielkim stopniu.
W pierwszych latach po wojnie Lędyczek należał do powiatu człuchowskiego w woj. szczecińskim, a od 1950 w nowo utworzonym województwie koszalińskim. 12 września 1953 roku został przeniesiony do powiatu złotowskiego w tymże województwie, oprócz niektórych obrębów katastralnych (Śródborze nr 8 i 9, Sierpowo-Remany nr 109, Smużek nr 148, Prądy nr 120, zachodnia część obrębu Cierznie nr 165 i północna część karty i obrębu Lędyczek nr 119), które równocześnie włączono do gminy Okonek w powiecie szczecineckim.
5 października 1954, w związku z reformą administracyjną kraju, obszar Lędyczka został drastycznie okrojony. Północne części miasta, tzw. Lędyczek Leśny (obecnie Lędyczek Drugi) z wybudowaniami Śródborze, Sierpówko, Leśnica, Smużek, Brzozówko, Borówno, Rębno, Prądy, Buszkowo i Ostrze zostały od Lędyczka odłączone, wchodząc w skład nowo utworzonej gromady Sierpowo w powiecie człuchowskim w woj. koszalińskim. Granica między Lędyczkiem a Lędyczkiem Drugim była do 1975 roku zaledwie granicą powiatową, lecz w czerwcu 1975 stała się granicą wojewódzką, między województwami pilskim (Lędyczek) a słupskim (Lędyczek II), a w 1999 roku między województwami wielkopolskim (Lędyczek) a pomorskim (Lędyczek II). Do dziś zmiana granic z 1954 roku zaznacza się kuriozalnym klinem woj. pomorskiego, wdzierającym się w zabudowany obszar Lędyczka – poniżej ul. Piaskowej, dochodzącej do lędyczeckiego rynku. Tak więc np. mieszkańcy Prądów, którzy mogą robić zakupy w Lędyczku pieszo, przynależą nie tylko do innej gminy, ale także powiatu i województwa (najbliższa miejscowość w powiecie człuchowskim to Krzemieniewo, odległa o 13 km). Owa zmiana także znacznie zmniejszyła liczbę ludności i tak małego już Lędyczka.
1 stycznia 1972 utworzono Urząd Stanu Cywilnego Prezydium Gromadzkiej Rady Narodowej w Radawnicy, która swym zasięgiem obejmowała gromadę Radawnica oraz miasto Lędyczek. Był to jedyny w województwie koszalińskim Urząd Stanu Cywilnego, którego siedziba nie mieściła się w mieście. Było to też przesłanką o rychłej likwidacji miasta Lędyczek.
Do 1973 roku Lędyczek, w którym mieszkało 440 osób, był najmniejszym miastem w Polsce i jednym z najmniejszych w Europie (obecnie najmniejszym miastem Polski jest Opatowiec). Z tego powodu miasto nawiązało specjalną współpracę z Warszawą – największym miastem kraju. 13 czerwca 1971 wręczono nawet uroczyście klucze do miasta młodzieży warszawskiej. Stołeczni harcerze przyjeżdżali tu z prezentami dla miejscowych dzieci. 1 stycznia 1973 r. Lędyczkowi odebrano prawa miejskie, ze względu na brak perspektyw rozwojowych i zbyt małą liczbę mieszkańców, włączając go do reaktywowanej tego samego dnia gminy Radawnica w powiecie złotowskim w woj. koszalińskim. Degradacja była podwójna. Nie tylko utraciło miasto prawa miejskie, które posiadało przez ponad 200 lat; nie powołano także wiejskiej gminy Lędyczek, przez co jednostka utraciła zupełnie funkcje administracyjne, a jej mieszkańcy zostali zmuszeni załatwiać wszelkie sprawy w odległej wsi Radawnica. 1 czerwca 1975 Lędyczek wraz z gminą Radawnica wszedł w skład nowo utworzonego woj. pilskiego, a w związku ze zniesieniem gminy Radawnica 1 stycznia 1977 został włączony do gminy Okonek. W pewnym sensie poprawiło to sytuację lędyczan przez zmniejszenie odległości do siedziby gminy i lepsze wyposażenie Okonka.
Z dniem 1 stycznia 1999 powrócił do powiatu złotowskiego, tym razem w woj. wielkopolskim, w jego najbardziej północnej części.

## Zabytki, turystyka
W centrum wsi znajduje się kościół pw. św. Piotra i Pawła pochodzący z lat 1882–1884, łączący elementy neogotyckie i neoromańskie. Pierwotny kościół lędycki był zbudowany w tym miejscu z drewna. Powstał w 1505 r. jednak został zburzony pod koniec XVIII w. Na jego miejscu postawiono obecny kościół. Na uwagę zasługuje ciężki, mosiężny żyrandol z XVIII w. Kościół został zbudowany jako zbór ewangelicki, a od 1945 r. jest kościołem katolickim.
Zamek krzyżacki wzniesiony przez Krzyżaków w XIV w. już w XVIII w. znajdował się w zaawansowanej ruinie, a obecnie nie pozostały już po nim żadne widoczne ślady.
Lędyczek wykazuje cechy prostego miejskiego układu urbanistycznego z prostokątnym rynkiem. Zniszczenia z 1945 r. sprawiają, że jest on słabo czytelny. W miejscowości zachowały się fragmenty zabudowy z XIX w. (domki kalenicowe).

## Przyroda
W Lędyczku mieści się leśna ścieżka dydaktyczna „Dolina Pięciu Rzek”. Powstała ona w miejscu spotkania się pięciu rzek takich jak: Gwda, Debrzynka, Szczyra, Chrząstowa i Czarna. Lędyczek otoczony jest ze wszystkich stron lasami tzw. Puszczy nad Gwdą. W okolicznych rzekach żyją pstrągi i lipienie. Przeważają lasy sosnowe.

## Gospodarka
Miejscowość o charakterze turystycznym (spływy kajakowe). Wieś nastawiona jest również na obsługę turystyki tzw. przejazdowej, z racji tego, iż miejscowość leży przy głównej szosie. Brak tutaj większych zakładów przemysłowych. Do końca lat 90. istniał tutaj oddział Bobolickich Zakładów Przemysłu Wełnianego, zajmujący się produkcją kołder, jednak zaprzestał on działalności.